# 委內瑞拉護照
委內瑞拉護照是委内瑞拉政府簽發給其公民用於國外旅行的證件。自2007年7月起，委內瑞拉開始簽發生物特徵護照，其中有包含照片和指紋信息的射频识别（RFID）芯片，此前簽發的非生物特徵護照在到期之前仍有效。

## 格式與外觀
截至2013年，護照共有34頁，封面自上而下分別印有西班牙语國名（委內瑞拉玻利瓦共和國）、委內瑞拉國徽、西班牙语和英语（護照）以及生物特徵護照的標誌。塑料卡中以數字格式寫有持照人的個人資料，同時在底部有可機讀區域；照片則在塑料卡左側。
由於委內瑞拉已加入南方共同市場（Mercosur），護照將會修改，以符合南方共同市場的統一模式，封面為深色，頂部標有Mercosur字樣。

## 歷史版本

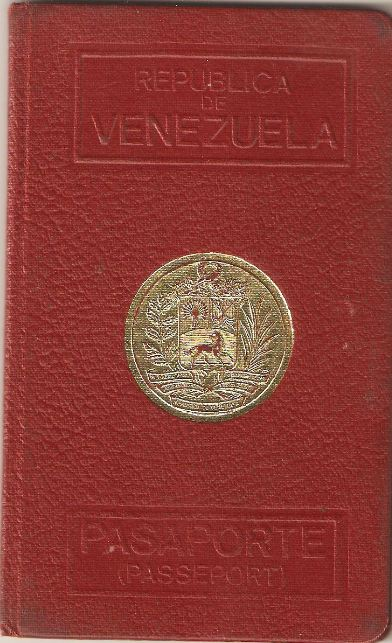
1972年啟用的委內瑞拉護照。
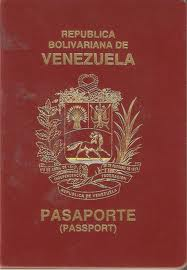
2005年啟用的委內瑞拉護照。
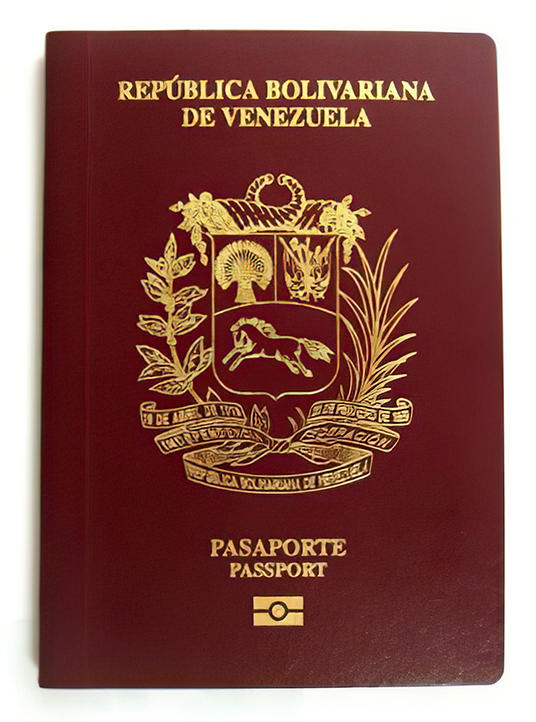
2007年至2014年间使用的第一版生物特徵護照。

## 簽證要求
根据2025年1月8日发布的亨利护照指数，委内瑞拉护照可免签证、落地签证或电子签证入境121个国家和地区，位居世界第45。其中，只有持生物特徵護照的委內瑞拉公民方能免簽證入境英国，否則必須提前申請签证。

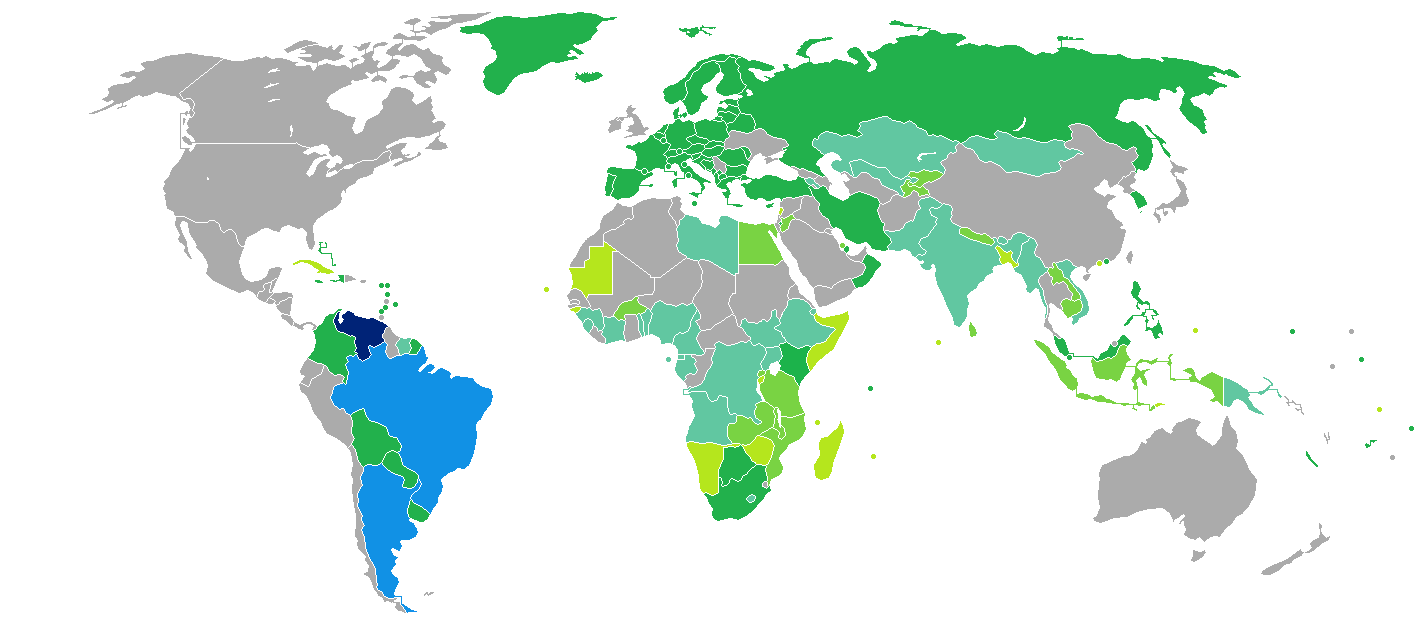

## 外部連結
- . 天合聯盟.   [2014-01-16]. （原始内容存档于2013-12-03） （中文（繁體））.
- . 天合聯盟.   [2014-01-16]. （原始内容存档于2014-01-10） （中文（简体））.
- 免簽證資料可參考IATA達美航空旅行計劃（页面存档备份，存于）資料庫（英文）